# Nakasongola
Nakasongola  este un oraș  în  Uganda. Este reședinta  districtului Nakasongola.